# Traquée sur la toile
Traquée sur la toile (Cyberstalker) est un téléfilm canadien réalisé par Curtis Crawford, diffusé aux États-Unis le 14 septembre 2012 sur Lifetime Movie Network.

## Synopsis
Aiden Ashley est une jeune fille harcelée par un homme, par téléphone et par mail. Un soir, il pénètre dans la maison de ses parents. Ils sont assassinés par l'inconnu qui s'enfuit sans laisser de traces. Treize ans plus tard, Aiden vit toujours dans la peur d'être retrouvée par celui qui la harcelait jadis. Elle porte un faux nom et elle reste entourée de ses plus proches amis : Jill, sa thérapeute, et Winton, le directeur d'une galerie d'art, qui l'a prise sous son aile. Il réussit à la convaincre d'exposer ses toiles dans sa galerie. Elle y fait la connaissance de Paul, un homme dont elle tombe sous le charme. Mais le lieutenant Page, chargé de l'enquête à l'époque du meurtre, découvre que le tueur est de retour et qu'il cherche toujours Aiden...

## Fiche technique
- Titre original : Cyberstalker
- Réalisation : Curtis Crawford
- Scénario : Kraig Wenman d'après une histoire de Chris Lancey
- Photographie : Bill St. John
- Pays :  Canada
- Durée : 92 minutes

## Distribution
- Mischa Barton (VF : Céline Mauge) : Aiden Ashley
- Dan Levy (VF : Antonio Lo Presti) : Jack Dayton
- Ron Lea (VF : Guy Pion) : lieutenant Page
- Marco Grazzini (en) (VF : Nicolas Matthys) : Paul Rogers
- Mark Caven (VF : Franck Dacquin) : Winton Cornelis
- Peter Michael Dillon : Détective Bonham
- Natalie Brown (VF : Maia Baran) : Jill Gachet
- Chantal Quesnel (en) : Michelle Ashley
- Kevin Jubinville (en) : Shamus Ashley

 Source et légende : version française (VF) sur RS Doublage